# Tunstall (Yorkshire du Nord)
Pour les articles homonymes, voir Tunstall.
Tunstall est un village et une paroisse civile du Yorkshire du Nord, en Angleterre.